# El Calentito
El Calentito es una película española de Chus Gutiérrez.

## Argumento
El grupo punk Las Siux, formado por tres chicas, logra que un ejecutivo de una discográfica vaya a verlas actuar en la discoteca El Calentito. La fecha escogida para la cita es el 23-F

## Comentarios
Basada en la experiencia propia de Chus Gutiérrez, El Calentito supone la recreación de una España con todavía muchos miedos y a su vez con ganas de experimentar profundas transformaciones en su interior, como su joven protagonista, una estudiante que a lo largo de una semana plantará cara a su madre franquista, vencerá su timidez y conocerá el sexo al adentrarse en ambientes hasta entonces desconocidos para ella. La protagonista se decidirá a perder la virginidad y empezará una vida al más puro estilo punk, adentrándose en el mundo de la música, el sexo y la rebeldía.

## Premios
- Candidata al Fotogramas de Plata a la mejor actriz (Verónica Sánchez).
- Candidata al Premio Goya al Mejor maquillaje.
- Premio a la mejor película en Sotocine (Muestra de cortos y largos de Cantabria).
- Premio a la actriz revelación en Sotocine (Muestra de cortos y largos de Cantabria) (Ruth Díaz).

## Reparto
| Intérprete            | Personaje               |
| --------------------- | ----------------------- |
| Verónica Sánchez      | Sara                    |
| Macarena Gómez        | Leo                     |
| Juan Sanz             | Ernesto                 |
| Ruth Díaz             | Carmen                  |
| Nuria González        | Antonia                 |
| Estíbaliz Gabilondo   | Marta                   |
| Aitor Merino          | Toni                    |
| Lluvia Rojo           | Chus                    |
| Nilo Zimmerman        | Jorge                   |
| Mariví Bilbao         | Margarita               |
| Fernando Ransanz      | José                    |
| Alba Flores           | Amaya                   |
| Noemí Pérez           | Ester                   |
| Mónica                | Vero                    |
| Raúl Jiménez          | Tomás                   |
| Helena Castañeda      | Limpiadora              |
| Antonio de la Torre   | Técnico                 |
| Marco Martínez        | Nacho                   |
| Pedro Alonso          | Marcos                  |
| Piti Alonso           | Fabio                   |
| Nuria del Río         | Alaska                  |
| Pepe Gordillo         | Tendero                 |
| Tania Luque           | Chica baño              |
| Marga Escudero        | Sra. Cafetería 1        |
| Víctoria Herranz      | Sra. Cafetería 2        |
| Jordi Vilches         | Ferdy                   |
| Antonio Dechent       | Sr. Matas               |
| Isabel Ordaz          | Ana                     |
| Mariano Peña          | Antonio                 |
| Alba Gutiérrez        | Blanca                  |
| Karra Elejalde        | Pepe                    |
| Zoe Berriatúa         |                         |
| Mariola Orellana      |                         |
| Pape Monsoriu         |                         |
| Roque Lopez           | León                    |
| Pedro Almodóvar       | Pedro Almodóvar         |
| Antonio José Cuenca   | Heavy en discoteca      |
| Juan Carlos de Borbón | Juan Carlos de Borbón   |
| Chus Gutiérrez        | Nuria                   |
| Fabio McNamara        | Fabio McNamara          |
| Juan Pérez            | Rockabilly en discoteca |